# 1622 a tudományban
Az 1622. év a tudományban és a technikában.

## Matematika
- William Oughtred feltalálja a logarlécet.

## Születések
- január 28. - Adrien Auzout csillagász († 1691)
- április 5. - Vincenzo Viviani matematikus († 1703)
- Jean Pecquet anatómus, a mellűri nyirokvezeték (ductus thoracicus) felfedezője († 1674)

## Halálozások
- január 23. - William Baffin felfedező (* 1584)